# Doliops
Doliops es un género de escarabajos de la familia Cerambycidae.

## Especies
- D. ageometricus Barševskis, 2014
- D. anichtchenkoi  Barševskis, 2013
- D. animulus  Kriesche, 1940
- D. bakeri  Heller, 1924
- D. balalaikinsi  Barševskis, 2014
- D. barsevskisi  Cabras & Medina, 2019
- D. basilanus  Heller, 1923
- D. belenae  Yoshitake & Yamasako, 2018
- D. bitriangularis  Breuning, 1947
- D. boholensis  Yoshitake & Yamasako, 2016
- D. boteroi  Barševskis, 2017
- D. bukidnoni  Vives, 2014
- D. cabrasae  Barševskis, 2017
- D. confluens  Kriesche, 1928
- D. coriticoi  Anzano Cabras & Barševskis, 2016
- D. costatus  Vives, 2012
- D. cuellari  Vives, 2012
- D. curculionoides  Westwood, 1841
- D. daugavpilsi  Barševskis, 2014
- D. du  Barsevskis, 2021
- D. dunskisi  Barševskis, 2017
- D. duodecimpunctatus  Heller, 1923
- D. dupaxi  Vives, 2013
- D. edithae  Vives, 2009
- D. elcanoi  Vives, 2011
- D. emmanueli  Vives, 2009
- D. frosti  Schultze, 1923
- D. geometricus  Waterhouse, 1842
- D. gertrudis  Hüdepohl, 1990
- D. halconensis  Vives, 2012
- D. havai  Barševskis, 2018
- D. helleri  Vives, 2009
- D. huruki  Barševskis, 2014
- D. imitator  Schultze, 1918
- D. imomzodai  Barševskis, 2017
- D. isabelae  Vives, 2014
- D. ismaeli  Vives, 2005
- D. jirouxi  Barševskis, 2014
- D. johnvictori  Vives, 2009
- D. kaorui  Yoshitake & Yamasako, 2018
- D. kivlenieceae  Barševskis, 2014
- D. legalovi  Barševskis, 2019
- D. ligatus  Schwarzer, 1929
- D. marifelipeae  Barševskis & Kairišs, 2019
- D. metallicus  Breuning, 1938
- D. mindoroensis  Barševskis, 2017
- D. multifasciatus  Schultze, 1922
- D. octomaculatus  Breuning, 1938
- D. pachyrrhynchoides  Heller, 1916
- D. pinedai  Vives, 2012
- D. racsi  Barševskis, 2019
- D. rukmaneae  Barševskis, 2017
- D. santossilvai  Barševskis, 2017
- D. savenkovi  Barševskis, 2013
- D. schultzei  Barševskis & Jäger, 2014
- D. serapavginae  Barševskis, 2014
- D. shavrini  Barševskis, 2013
- D. siargaoensis  Schultze, 1919
- D. similis  Miwa & Mitono, 1933
- D. sklodowskii  Barševskis, 2013
- D. stradinsi  Barševskis, 2013
- D. tamutisi  Barševskis, 2014
- D. taylori  Vives, 2013
- D. transverselineatus  Breuning, 1947
- D. um  Barševskis, 2018
- D. urdanetai  Vives, 2011
- D. valainisi  Barševskis, 2013
- D. villalobosi  Heller, 1926
- D. viridisignatus  Breuning, 1947
- D. vivesi  Barševskis, 2013
- D. ziedonisi  Barševskis, 2017